# اصول عقائد
اصول عقائد یا بعربی «اصول العقائد» کتابی در زمینه علم کلام تألیف شیخ طوسی است. شیخ طوسی در این کتاب به مسائلی دربارهٔ عدل و توحید پرداخته است.

## مولف
وی در رمضان سال ۳۸۵ هجری قمری در توس زاده شد، گرچه تاریخ دقیق تولد او در دست نیست. از کودکی آغاز به آموختن علوم اسلامی کرد. در سال ۴۰۸، ۲۳سالگی، خراسان را به قصد عراق ترک کرد و به بغداد رفت تا از محضر بزرگ‌ترین دانشمند شیعه آن عصر یعنی شیخ مفید درس آموزی کند.
شیخ طوسی در دوران جوانی به درجه اجتهاد رسید و کتاب تهذیب الاحکام را در این دوره و با پیشنهاد استادش، شیخ مفید تألیف کرد. وی پنج سال شاگردی شیخ مفید کرد. بعد از مرگ شیخ نزد شاگرد او سید مرتضی حاضر شد و ۲۳ سال تلمذ کرد.

## ویژگی‌ها
شیخ طوسی در این کتاب به میاحث کلامی توحید و عدل پرداخته است. این کتاب ناقص است و ناتمام مانده است. برخی معتقد هستند که این همان کتابی است که شیخ طوسی با عنوان «شرح الشرح فی الاصول» نگاشته است. علامه بزرگ تهران در ذریعه قائل به تباین این دو کتاب است ولی واعظ زاده خراسانی آن دو را یکی می‌داند.